# Knipowitschia thessala
Knipowitschia thessala é uma espécie de peixe da família Gobiidae.
É endémica da Grécia.
Os seus habitats naturais são: rios e nascentes de água doce.
Está ameaçada por perda de habitat.